# CakePHP
CakePHP er et open source web-framework. Det følger model–view–controller (MVC) tilgangen, og er skrevet i PHP, modelleret efter begreber af Ruby on Rails, og distribueret under MIT Licens.
CakePHP bruger velkendte softwareudvikling begreber og software design mønstre, såsom konvention over konfiguration, model–view–controller, active record, foreningen data kortlægning, og front controller.
CakePHP startede i april 2005, da en polske programmør Michal Tatarynowicz skrev en minimal version af en rapid application development i PHP, og navngav det Cake. Han offentliggjorde dette framework under MIT licens, og åbnet det op for et online fællesskab af udviklere.
I december 2005 grundlagde L. Mestre og G. J. Woodworth Cake Software Foundation for at fremme udvikling relateret til CakePHP. Version 1.0, som blev udgivet i maj 2006.
Et af projektets inspirationer var Ruby on Rails, og bruger mange af dens begreber.
Fællesskabet er siden vokset og skabt flere sub-projekter.
I oktober 2009 trak projektleder Woodworth og udvikler N. Abele sig fra projektet for at fokusere på deres egne projekter, herunder Lithium web framework (tidligere en del af CakePHP projektet). Det resterende udviklings team forsat med at fokusere på den oprindelige projektplan, der blev defineret tidligere.

## Konferencer
The Cake Software Foundation driver en årlig konference med fokus på CakePHP kaldet CakeFest. Det blev oprindeligt afholdt som en tilbagevendende begivenhed i 2008.[kilde mangler]
| År   | Beliggenhed             |
| ---- | ----------------------- |
| 2017 | New York, NY, USA       |
| 2016 | Amsterdam, Holland      |
| 2015 | New York, NY, USA       |
| 2014 | Madrid, Spanien         |
| 2013 | San Francisco, CA, USA  |
| 2012 | Manchester, England     |
| 2011 | Manchester, England     |
| 2010 | Chicago, IL, USA        |
| 2009 | Berlin, Tyskland        |
| 2008 | Buenos Aires, Argentina |
| 2008 | Orlando, FL, USA        |